# Can’t Get This Stuff No More
Can't Get This Stuff No More (с англ. — «Я Больше Не Могу Достать Эту Дрянь») — сорок восьмой в общем и третий с альбома Best of — Volume I, выпущенный в январе 1997 года.

## О сингле
Песня была написана и записана воссоединившимися оригинальными участниками Алексом Ван Халеном, Эдди Ван Халеном, Дэвидом Ли Ротом и Майклом Энтони, а затем выпущена на сборнике Van Halen 1996 года Best of — Volume I. Воссоединение распалось за месяц до выхода Best of — Volume I.
Эта песня была одной из двух новых песен, записанных исключительно для альбома (другая — "Me Wise Magic").
Поскольку Эдди Ван Хален и Дэвид Ли Рот снова связались из-за предстоящего сборника, Эдди решил пригласить Рота выступить с двумя новыми песнями. Музыка для этой песни была основана на песне под названием "Backdoor Shuffle", которая первоначально была частью сессий для альбома Balance. "Can't Get This Stuff No More" — это также единственное использование Эдди Ван Халеном ток-бокса, которым на самом деле управлял гитарный техник Мэтт Брук, поскольку Эдди чувствовал, что "это просто звучало как ва-ва", когда он использовал его сам.

## Список композиций
CD США
| №  | Название                              | Длительность |
| -- | ------------------------------------- | ------------ |
| 1. | «Can't Get This Stuff No More» (Edit) | 4:09         |
| 2. | «Can't Get This Stuff No More»        | 5:14         |

## Участники записи
- Алекс Ван Хален — ударные
- Эдди Ван Хален — электрогитара, бэк-вокал
- Майкл Энтони — бас-гитара, бэк-вокал
- Дэвид Ли Рот — вокал